# University of Colorado at Boulder

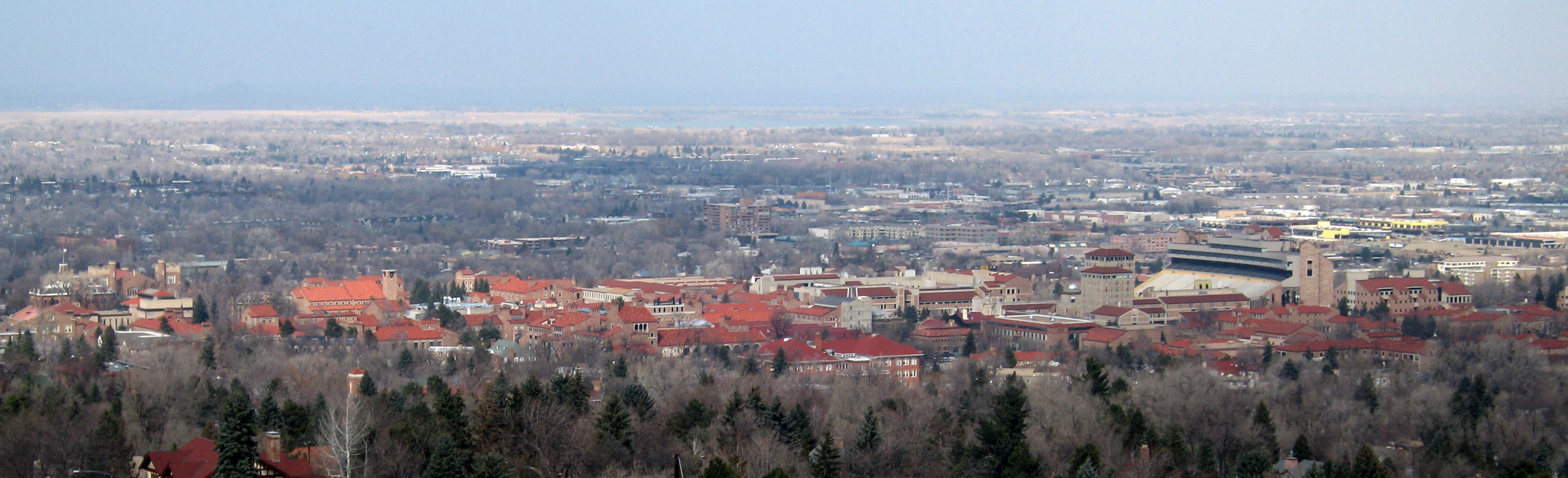
Univerzitní kampus

University of Colorado at Boulder (krátce CU Boulder) je státní univerzita v Boulderu v americkém státě Colorado, byla založena v roce 1876. Má více než 28 000 studentů a je nejdůležitějším místem v University of Colorado System. Univerzita je členem Asociace amerických univerzit (Association of American Universities) a patří k nejlepším státním vysokým školám, tzv. Public Ivy. Časopis The Economist ji hodnotil v lednu 2004 jako jedenáctou nejlepší veřejnou univerzitou a 31. univerzitou na světě.

## Známé osobnosti

### Profesoři
- George Gamow - americký fyzik
- Josef Michl, chemik, narozen v Praze

#### Nositelé Nobelovy ceny
- Sidney Altman - nositel Nobelovy ceny za chemii, 1989
- Thomas R. Cech - nositel Nobelovy ceny za chemii, 1989
- Eric Allin Cornell - nositel Nobelovy ceny za fyziku, 2001
- John Hall - nositel Nobelovy ceny za fyziku, 2005
- Herbert Kroemer - nositel Nobelovy ceny za fyziku, 2000
- Carl Wieman - nositel Nobelovy ceny za fyziku, 2001

### Absolventi
- Loren Acton - astronaut
- Vance Brand - astronaut
- Jake Burton Carpenter - snowboardista
- Scott Carpenter - astronaut
- John Fante - americký prozaik a scenárista
- Alan Kay - americký počítačový specialista
- Glenn Miller - americký jazzový hudebník
- James Naismith - vynálezce basketbalu
- Robert Redford - herec, studium nedokončil
- Stuart Roosa - astronaut
- John Swigert - astronaut
- Dalton Trumbo - americký filmový scenárista a spisovatel, držitel Oscara
- Steve Wozniak - americký počítačový inženýr a filantrop